# Habenaria rostrata
Habenaria rostrata är en orkidéart som beskrevs av Nathaniel Wallich och John Lindley. Habenaria rostrata ingår i släktet Habenaria och familjen orkidéer. Inga underarter finns listade i Catalogue of Life.